# Itylos pacis
Itylos pacis är en fjärilsart som beskrevs av Max Wilhelm Karl Draudt 1921. Itylos pacis ingår i släktet Itylos och familjen juvelvingar. Inga underarter finns listade i Catalogue of Life.